# 137 км (зупинний пункт, Південна залізниця)
137 км — пасажирський залізничний зупинний пункт Полтавської дирекції Південної залізниці, що знаходиться на лінії Гребінка — Ромодан між зупинними пунктами 136 км (відстань 1 км) та зупинною платформою Бесідівщина (відстань 1 км). Відстань до Гребінки — 3 км, до Ромодана — 69 км.
Знаходиться поблизу села Тополеве, Гребінківський район Полтавської області.
Виникла у 1990-і роки. Електрифікована як складова лінії Гребінка — Лубни 1996 року.